# 野外通信部隊
野外通信部隊（やがいつうしんぶたい）とは、陸海空自衛隊において各々が維持運営する通信組織のバックアップ、野外における通信確保を主任務とする部隊である。有事の際には平素から基地システム通信部隊が構成・維持している回線に重畳することで最大限の能力を発揮する。

## 陸上自衛隊の部隊
陸上自衛隊の野外通信部隊の一覧
- システム通信団中央野外通信群
- 方面システム通信群又は方面システム通信群指揮所通信大隊・中枢交換通信（中）隊[1]
- 師団通信大隊
- 旅団通信隊
- 第1空挺団通信中隊
- 水陸機動団通信中隊
- 高射特科群高射搬送通信中隊 / 高射特科連隊高射搬送通信中隊
- 連隊・大隊等の本部管理中隊に編成される通信小隊・班

### 中央野外通信群
詳細は、「中央野外通信群」を参照。

### 方面システム通信群
方面システム通信群（ほうめんしすてむつうしんぐん）は、各方面隊隷下に編成されている1等陸佐が指揮官のシステム通信科部隊。東部方面システム通信群本部、本部中隊、基地システム通信大隊、指揮所通信大隊および中枢交換通信中隊から編成されている。2001年（平成13年）3月から方面通信群を逐次改編し編成された。
方面システム通信群の一覧
- 北部方面システム通信群（札幌駐屯地）北部方面隊：
- 東北方面システム通信群（仙台駐屯地）東北方面隊：
- 東部方面システム通信群（朝霞駐屯地）東部方面隊：
- 中部方面システム通信群（伊丹駐屯地）中部方面隊：
- 西部方面システム通信群（健軍駐屯地）西部方面隊：

詳細は、各記事を参照。

### 師団通信大隊
師団隷下には通信大隊が編成されている。
第1から第13通信大隊まで13個大隊が編成されたが、第5、第11、第12、第13通信大隊は師団から旅団への改編に伴い通信中隊へ縮小改編された。

#### 師団通信大隊の一覧
- 第1通信大隊（練馬駐屯地）第1師団：
- 第2通信大隊（旭川駐屯地）第2師団：
- 第3通信大隊（千僧駐屯地）第3師団：
- 第4通信大隊（福岡駐屯地）第4師団：
- 第6通信大隊（神町駐屯地）第6師団：
- 第7通信大隊（東千歳駐屯地）第7師団：
- 第8通信大隊（北熊本駐屯地）第8師団：
- 第9通信大隊（青森駐屯地）第9師団：
- 第10通信大隊（守山駐屯地）第10師団：

廃止された師団通信大隊の一覧
- 第5通信大隊（帯広駐屯地）第5師団：2004年（平成16年）3月28日廃止。第5通信中隊に改編。
- 第11通信大隊（真駒内駐屯地）第11師団：2019年（平成31年）3月25日廃止。第11通信中隊に改編。
- 第12通信大隊（相馬原駐屯地）第12師団：2001年（平成13年）3月25日廃止。第12通信中隊に改編。
- 第13通信大隊（海田市駐屯地）第13師団：1999年（平成11年）3月28日廃止。第13通信中隊に改編。

### 旅団通信隊
旅団隷下には通信隊が編成されている。
第5、第11から第13通信隊は、師団通信大隊を旅団に改編時に縮小改編した部隊で、第14、第15通信隊は、混成団から旅団へ改編時に混成団本部中隊等隷下の通信小隊を増強改編して新編された部隊である。第15通信隊以外は旅団改編当初は3等陸佐が部隊長の中隊編成であったが、逐次改編され2等陸佐が部隊長の隊編成となった。

#### 旅団通信隊の一覧
- 第5通信隊（帯広駐屯地）第5旅団：
- 第11通信隊（真駒内駐屯地）第11旅団：
- 第12通信隊（相馬原駐屯地）第12旅団：
- 第13通信隊（海田市駐屯地）第13旅団：
- 第14通信隊（善通寺駐屯地）第14旅団：
- 第15通信隊（那覇駐屯地）第15旅団：

#### 第5通信隊
第5通信隊（だいごつうしんたい）は、帯広駐屯地に駐屯する第5旅団隷下のシステム通信科部隊である。
概要
第5旅団の指揮・統制および情報伝達に必要な電話および無線による統合デジタル通信網並びに衛星通信網を構成・維持し、旅団の指揮統制の命脈となっている。第5通信隊長は2等陸佐で第5旅団司令部の通信課長を兼任する。
- 改編部隊：

1. 第5通信隊：1954年（昭和29年）9月25日から1962年（昭和37年）1月17日
2. 第5通信大隊：1962年（昭和37年）1月18日から2004年（平成16年）3月28日
3. 第5通信中隊：2004年（平成16年）3月29日から2011年（平成23年）4月22日

- 創設　　：2011年（平成23年）4月22日
- 車両表示：5通
- 編成地　：帯広駐屯地
- 上級部隊：第5旅団

沿革
第5通信隊
- 1954年（昭和29年）9月25日：第5管区隊新編に伴い第5通信隊編成完結。

第5通信大隊
- 1962年（昭和37年）1月18日：師団への改編に伴い第5通信大隊に改編。

第5通信中隊
- 2004年（平成16年）3月29日：旅団への改編に伴い第5通信中隊に改編。

第5通信隊
- 2011年（平成23年）4月22日：第5通信中隊を隊編成へ改編。
- 2023年（令和05年）3月16日：システム管理班を新編。

部隊編成
- 第5通信隊本部
- 第1通信小隊
- 第2通信小隊

主要装備
- 野外通信システム
- 幹線無線搬送装置（JMRC-C70）
- 局地無線搬送装置（JMRC-C80）
- 局地無線搬送装置（JMRC-C60）
- 衛星単一通信可搬局装置 JMRC-C4
- 衛星単一通信携帯局装置 JPRC-C1
- 1/2tトラック / 73式小型トラック
- 1 1/2tトラック / 73式中型トラック
- 3 1/2tトラック / 73式大型トラック
- 89式5.56mm小銃

#### 第11通信隊
第11通信隊（だいじゅういちつうしんたい）は、真駒内駐屯地に駐屯する第11旅団隷下のシステム通信科部隊である。
概要
第11旅団隊区（道央・道南）を活動地域とし、最新の通信電子技術を用いて、旅団の防衛・警備および災害派遣時、旅団長とのシステム通信を確保することや写真・ビデオ等の撮影を行うことを任務とする。第11通信隊長は2等陸佐で第11旅団司令部の通信課長を兼任する。
2008年（平成20年）3月の第11師団の旅団化に伴い第11通信大隊を廃止し、第11通信中隊へ縮小改編、さらに2019年（平成31年）3月に第11旅団の機動旅団への改編に伴い、第11通信隊へ改編された。
- 改編部隊：

1. 第11通信大隊：1962年（昭和37年）1月18日から2008年（平成20年）3月25日
2. 第11通信中隊：2008年（平成20年）3月26日から2019年（平成31年）3月25日

- 創設　　：2019年（平成31年）3月26日
- 車両表示：11通
- 編成地　：真駒内駐屯地
- 上級部隊：第11旅団

沿革
- 2019年（平成31年）3月26日：第11通信隊が編成。

「第11通信大隊」を参照。
部隊編成
- 第11通信隊本部
- 指揮所通信小隊
  - 小隊本部
  - 信務・無線班
  - 構成班
  - 指揮支援1班
  - 指揮支援2班
- 通信支援小隊
  - 小隊本部
  - 搬送通信班
  - 共用通信班
  - 通信支援1班
  - 通信支援2班

主要装備
- 野外通信システム
- 衛星単一通信可搬局装置 JMRC-C4
- 衛星単一通信携帯局装置 JPRC-C1
- 1/2tトラック / 73式小型トラック
- 1 1/2tトラック / 73式中型トラック
- 3 1/2tトラック / 73式大型トラック
- 89式5.56mm小銃

#### 第12通信隊
第12通信隊（だいじゅうにつうしんたい）は、相馬原駐屯地に駐屯する第12旅団隷下のシステム通信科部隊である。
概要
第12旅団が任務を遂行する際、旅団のためのシステム通信を確保してその任務遂行を支援する部隊で、野外において部隊が指揮連絡をとるためのシステム通信ネットワークの構成や、部隊の活動を記録する映像・写真の撮影などを任務とする。第12通信隊長は2等陸佐で第12旅団司令部の通信課長を兼任する。
- 改編部隊：

1. 第12通信大隊：1962年（昭和37年）1月18日から2001年（平成13年）3月25日
2. 第12通信中隊：2001年（平成13年）3月26日から2013年（平成25年）3月25日

- 創設　　：2013年（平成25年）3月26日
- 車両表示：12通
- 編成地　：相馬原駐屯地
- 上級部隊：第12旅団

沿革
- 2013年（平成25年）3月26日：第12通信中隊を第12通信隊に改編。

「第12通信大隊」を参照。

#### 第13通信隊
第13通信隊（だいじゅうさんつうしんたい、JGSDF 13th Signal Unit）は広島県安芸郡海田町に所在の海田市駐屯地に駐屯する第13旅団隷下のシステム通信科部隊である。
概要
第13旅団が任務を遂行する際、旅団のためのシステム通信を確保してその任務遂行を支援する部隊で、野外において部隊が指揮連絡をとるためのシステム通信ネットワークの構成や、部隊の活動を記録する映像・写真の撮影などを任務とする。第13通信隊長は2等陸佐で、第13旅団司令部の通信課長を兼任する。
- 改編部隊：

1. 第13通信大隊：1962年（昭和37年）1月18日から2003年（平成11年）3月
2. 第13通信中隊：2003年（平成11年）3月から2014年（平成26年）3月25日

- 創設　　：2014年（平成26年）3月26日
- 車両表示：13通
- 編成地　：伊丹駐屯地
- 移駐　：海田市駐屯地
- 上級部隊：第13旅団

「第13通信隊」を参照。

#### 第14通信隊
第14通信隊（だいじゅうよんつうしんたい、JGSDF 14th Signal Unit）は、香川県善通寺市の善通寺駐屯地に駐屯する第14旅団隷下のシステム通信科部隊である。
概要
第14旅団が任務を遂行する際、旅団のためのシステム通信を確保してその任務遂行を支援する部隊で、野外において部隊が指揮連絡をとるためのシステム通信ネットワークの構成や、部隊の活動を記録する映像・写真の撮影などを任務とする。第14通信隊長は2等陸佐で、第14旅団司令部の通信課長を兼任する。
2006年（平成18年） 3月に第2混成団の第14旅団への改編に伴い団本部中隊通信小隊が第14通信中隊に改編された。
- 改編部隊：

1. 第2混成団本部中隊通信小隊：1981年（昭和56年）3月25日から2006年（平成18年） 3月26日
2. 第14通信中隊：2006年（平成18年） 3月27日から2014年（平成26年） 3月25日

- 創設　　：2014年（平成26年） 3月26日
- 車両表示：14通
- 編成地　：善通寺駐屯地
- 上級部隊：第15旅団

沿革
第14通信中隊
- 2006年（平成18年） 3月27日：第14通信中隊が善通寺駐屯地で新編。

第14通信隊
- 2014年（平成26年） 3月26日：第14通信中隊（善通寺駐屯地）を第14通信隊へ改編。
- 2020年（令和2年）7月：3個小隊編成に改編[3]。

部隊編成
- 第14通信隊本部
- 第14通信隊本部班
- 写真班
- システム管理班
- 指揮所通信小隊
  - 小隊本部
  - 信務・無線班
  - 構成班
  - 指揮支援1班
  - 指揮支援2班
- 通信支援小隊
  - 小隊本部
  - 搬送通信班
  - 共用通信班
  - 通信支援1班
  - 通信支援2班
- 通信連接小隊

主要装備
- 野外通信システム
- 衛星単一通信可搬局装置 JMRC-C4
- 衛星単一通信携帯局装置 JPRC-C1
- 1/2tトラック / 73式小型トラック
- 1 1/2tトラック / 73式中型トラック
- 3 1/2tトラック / 73式大型トラック
- 89式5.56mm小銃

#### 第15通信隊
第15通信隊（だいじゅうごつうしんたい、JGSDF 15th Signal Unit）は、沖縄県 那覇市の那覇駐屯地に駐屯する第15旅団隷下のシステム通信科部隊である。
概要
第15旅団が任務を遂行する際、旅団のためのシステム通信を確保してその任務遂行を支援する部隊で、野外において部隊が指揮連絡をとるためのシステム通信ネットワークの構成や、部隊の活動を記録する映像・写真の撮影などを任務とする。第15通信隊長は2等陸佐で、第15旅団司令部の通信課長を兼任する。
隊本部班は、隊の指揮幕僚活動、師団等指揮システムの維持・運営および旅団の行動記録の撮影・処理を、指揮所通信小隊は、旅団司令部のためのシステム通信組織を構成・維持・運営を、通信連接小隊は、旅団の骨幹となるシステム通信組織を構成・維持・運営を、通信支援小隊は旅団の各部隊のためのシステム通信組織を構成・維持・運営を行う行う。
- 改編部隊：第1混成団本部中隊通信小隊　1973年（昭和48年）10月16日から2010年（平成22年）3月25日
- 創設　　：2010年（平成22年）3月26日
- 車両表示：15通
- 編成地　：那覇駐屯地
- 上級部隊：第15旅団

沿革
- 2010年（平成22年）3月26日：第1混成団本部中隊通信小隊を改編して第15通信隊を那覇駐屯地で新編。

部隊編成
- 第15通信隊本部
- 第15通信隊本部班
- 指揮所通信小隊
- 通信連接小隊
- 通信支援小隊

主要装備
- 野外通信システム
- 衛星単一通信可搬局装置 JMRC-C4
- 衛星単一通信携帯局装置 JPRC-C1
- 1/2tトラック / 73式小型トラック
- 1 1/2tトラック / 73式中型トラック
- 3 1/2tトラック / 73式大型トラック
- 89式5.56mm小銃

### 陸上総隊直轄部隊隷下の通信科部隊

#### 第1空挺団通信中隊
第1空挺団通信中隊（だいいちくうていだんつうしんちゅうたい）は、千葉県船橋市の習志野駐屯地に駐屯する第1空挺団隷下のシステム通信科部隊である。
- 改編部隊：第1空挺団本部中隊通信小隊
- 創設　　：2004年（平成16年）3月29日
- 車両表示：空挺団-本
- 編成地　：習志野駐屯地
- 上級部隊：第1空挺団

#### 水陸機動団通信中隊
水陸機動団通信中隊（すいりくきどうだんつうしんちゅうたい）は、長崎県佐世保市の相浦駐屯地に駐屯する水陸機動団隷下のシステム通信科部隊である。
- 概要　　：西部方面通信群の一部等で編成された。
- 創設　　：2018年（平成30年）3月27日
- 車両表示：水機団-通
- 編成地　：相浦駐屯地
- 上級部隊：水陸機動団

## 海上自衛隊の部隊
- システム通信隊群移動通信隊

## 航空自衛隊の部隊
- 航空システム通信隊移動通信群